# Amolita fratercula
Amolita fratercula là một loài bướm đêm trong họ Erebidae.